# Parownica

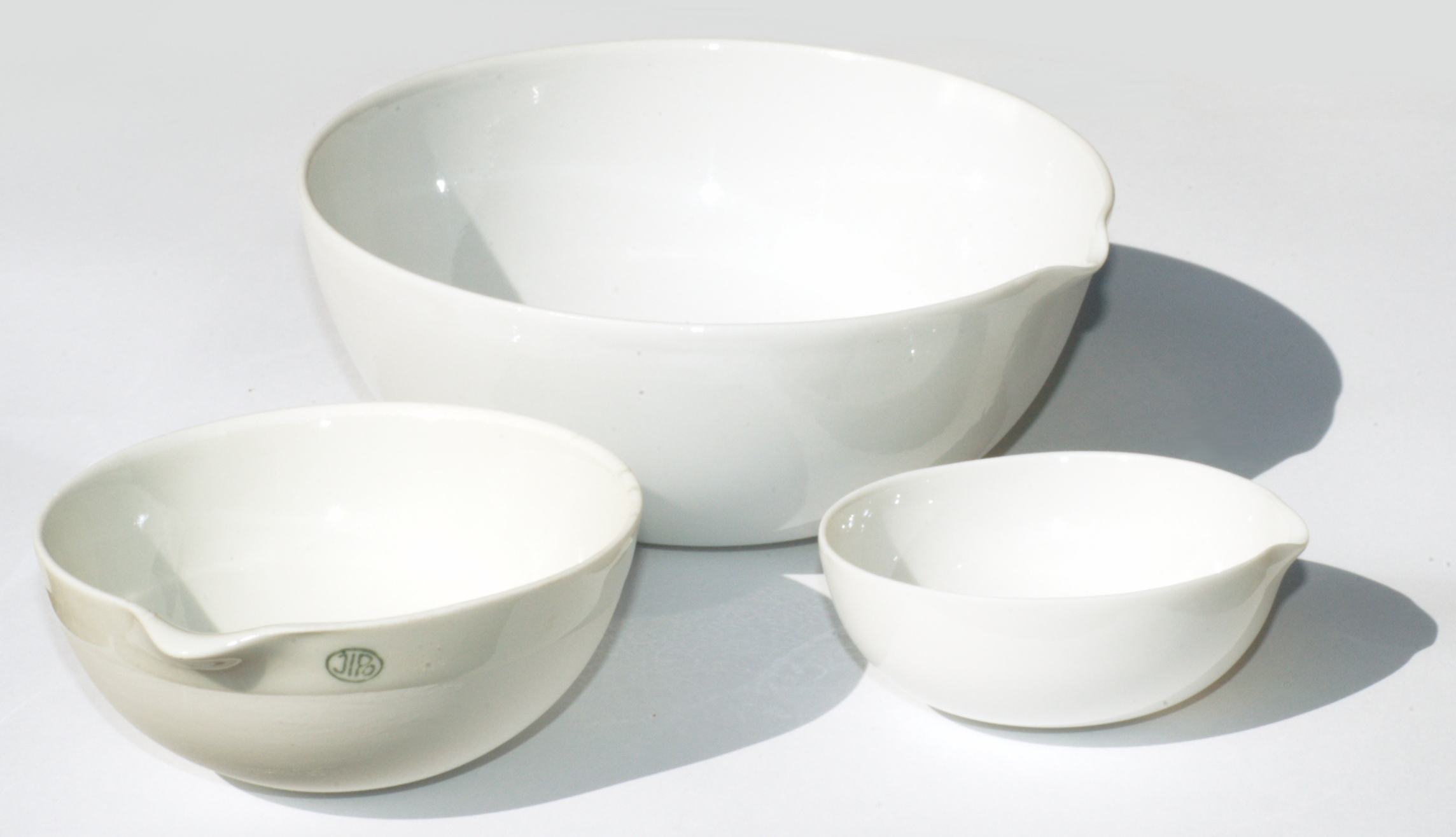
Porcelanowe parowniczki.

Parownica – naczynie laboratoryjne w kształcie czaszy służące najczęściej do odparowywania i zatężania roztworów. Wykonywane są zazwyczaj z porcelany, szkła, kwarcu lub metali szlachetnych (np. z platyny). Często zaopatrzone są w dziobek ułatwiający przelewanie.